# Загородный дворец Елизаветы Петровны
Загородный дворец Елизаветы Петровны — здание-достопримечательность в Москве.

## Географическое расположение
Загородный дворец Елизаветы Петровны находится в Сокольниках по адресу: Восточный административный округ, улица Гастелло, дом 44, строение 1.

## История
Первоначально территория находилось в селе Покровское-Рубцово, раньше здесь протекала речка Рыбинка. В XVI веке землёй владел Протасий Васильевич Юрьев, затем участок перешёл к Романовым. На этом месте был деревянный дворец.
Елизавета Петровна во время правления Анны Иоанновны проживала здесь. В 1737 году дворец серьёзно пострадал от пожара. В 1739 году Елизавета возвела новый дворец на берегу. В 1752 году разбит парк. Также пристроена церковь Воскресения Христова, которая в 1790 году упразднена. Когда Елизавета умерла, владение пришло в запустение.
В 1872 году участок перешёл к Покровской общине сестер милосердия. Затем здание переделали. Община содержала: школу, приют, госпиталь и аптеку.
В 1920 году общину закрыли, разместив здесь коммунальные квартиры. В 1980 году пруд засыпали и проложили здесь улицу Гастелло.
В XXI веке здесь находится Государственный научно-исследовательский институт реставрации.

## Архитектура
Архитектор Б. Ф. Растрелли. Один этаж. Внутри двусветный зал. Интерьеры дворца, выполненные в японском и китайском стилях, не сохранились.
В 1872 году перестройку дворца выполнил архитектор П. П. Скоморошенко.